# PC-Engine Shuttle
 (décembre 2017).
Si vous disposez d'ouvrages ou d'articles de référence ou si vous connaissez des sites web de qualité traitant du thème abordé ici, merci de compléter l'article en donnant les références utiles à sa vérifiabilité et en les liant à la section « Notes et références ».

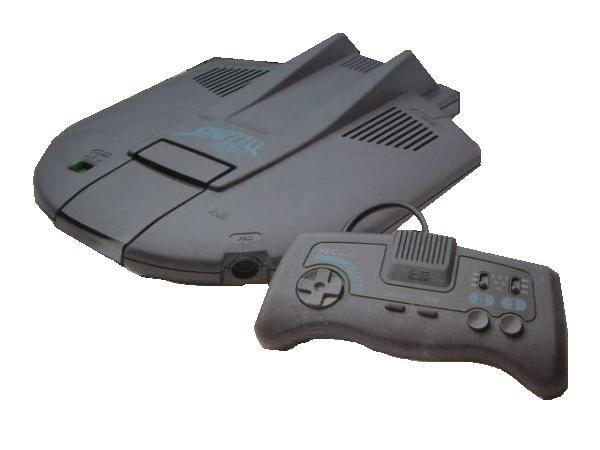
PC Engine Shuttle

La Shuttle est une console de jeux vidéo de la gamme PC-Engine, fabriquée par NEC Corporation et sortie en 1989 au Japon. Il s'agit d'une PC-Engine redessinée, mais qui conserve les mêmes caractéristiques techniques que les modèles précédents, hormis la disparition notable du port d'extension principalement utilisé pour relier un lecteur CD-ROM. Elle ne peut donc lire que les jeux au format HuCard. Moins cher à produire, ce modèle fut vendu à un tarif plus abordable que la PC-Engine classique et visait un public de joueurs plus jeunes. Pour autant, elle ne rencontra pas le succès des autres machines de la gamme, essentiellement en raison de son incapacité à utiliser le support CD. La Shuttle est aujourd'hui devenue relatvement rare et prisée des collectionneurs.

## Spécifications techniques
- Microprocesseur : Hu6280 (65C02 modifié), tournant à 7,2 MHz.
- Mémoire vive : 8 Ko + 64 Ko de VRAM.
- Vidéo : 64 couleurs affichables simultanément parmi une palette de 512. Résolutions de 256x224, 320x224 ou 352x224.
- Son : 6 voies en stéréo.